# 田中こなつ
田中 こなつ（たなか こなつ、1988年9月16日 - ）は、日本の女優、タレント、ファッションモデル。サンミュージック所属。東京都出身で「成実 こなつ」（なるみ こなつ）としての活動時期もある。

## 人物
ミスセブンティーン2005とスーパー・ヒロイン・オーディション ミス・フェニックスでそれぞれ最終選考に至るも受賞しておらず、のちにNHK 連続テレビ小説『ウェルかめ』で倉科カナが演ずる主人公「波美」の幼なじみ「笹原（堺）綾」役で知られる。芸能事務所はスマイルカンパニーからムーン・ザ・チャイルド、アミューズを経て、現在は サンミュージックに所属。

## 出演

### テレビドラマ
- 連続テレビ小説 ウェルかめ（2009年10月3日 - 2010年3月27日、NHK） - 笹原（堺）綾 役
- なぜ君は絶望と闘えたのか（2010年9月25日 - 26日、WOWOW） - 町田佳織 役
- 美咲ナンバーワン!!（2011年1月12日 - 3月16日、日本テレビ） - 平野こなつ 役
- 謎解きはディナーのあとで（2011年10月18日 - 12月20日、フジテレビ） - 江尻由香 役
  - スペシャル（2012年3月27日）
  - スペシャル〜風祭警部の事件簿〜（2013年8月2日）
- 月曜ゴールデン 新・示談交渉人 裏ファイル2（2012年8月13日、TBS） - 鈴木洋子 役
- 勇者ヨシヒコと悪霊の鍵 第8話（2012年11月30日、テレビ東京） - カジノの女 役[1]
- ネオ・ウルトラQ 第1話（2013年1月12日、WOWOW）
- ガリレオ 第2シーズン 第4話（2013年5月6日、フジテレビ） - 遠藤紘美 役
- たべるダケ 第3話（2013年7月26日、テレビ東京）
- 花嫁のれん 第3シリーズ（2014年1月6日 - 3月28日、東海テレビ） - 松本咲子 役
- オトナグリム 「父、答える〜家族についての一篇〜」（2014年3月14日、フジテレビ）
- 花咲舞が黙ってない（2014年4月16日 - 5月21日、日本テレビ） - 佐藤亜紀 役
- 昨夜のカレー、明日のパン 第5話（2014年11月2日、NHK BSプレミアム）
- アンナチュラル 第1話（2018年1月12日、TBS） - 敷島由果 役（写真）
- ホリデイラブ 第2話（2018年2月2日、テレビ朝日） - 秘書 役
- 健康で文化的な最低限度の生活 第9話（2018年9月11日、関西テレビ） - 吉田直子 役
- よつば銀行 原島浩美がモノ申す!〜この女に賭けろ〜 第6話（2019年2月25日、テレビ東京） - 南川真理 役
- 家売るオンナの逆襲 第9話（2019年3月6日、テレビ東京） - 富田 役
- モトカレマニア 第3話（2019年10月31日、フジテレビ） - 花澤美希 役
- 江戸前の旬（2018年12月23日、テレビ大阪・BSテレ東） - 蛯名愛 役
- 悪魔の弁護人・御子柴礼司 〜贖罪の奏鳴曲〜（2019年12月7日 - 2020年1月25日、東海テレビ） - 横山紗矢 役
- 竜の道 二つの顔の復讐者 第1話（2020年7月28日、関西テレビ・フジテレビ） - 大野木の妻 役
- マリーミー! 第9話（2020年11月29日、朝日放送・テレビ朝日）
- 嫌われ監察官 音無一六 season1 第5話（2022年6月3日、テレビ東京） - 粟田 役

### WEBドラマ
- 取り立て屋ハニーズ 第9話・第10話（2021年5月21日-28日、ひかりTV・dTVチャンネル）

### 映画
- 逆転のシンデレラ（2010年、若手映画作家育成プロジェクト） - 涼子 役
- 生きてるものはいないのか（2012年2月18日、ファントム・フィルム） - ミキ 役
- 横道世之介（2013年2月23日、ショウゲート） - 清寺由紀江 役
- 映画 謎解きはディナーのあとで（2013年8月3日、東宝） - 江尻由香 役
- Winter in Tokyo (2016年、インドネシア）

### 舞台
- マッチ・アップ・ポンプ（2011年8月6日 - 14日、川崎市アートセンター） - ミズキ 役

### CM
- NTT docomo北海道 1st PACK（2003年）
- ジョンソン・エンド・ジョンソン 2ウィーク アキュビュー（2004年）
- 日本ケンタッキー・フライド・チキン クリスマスパック（2004年）
- ÆON ジャスコ（2005年）
- 任天堂 おどる メイド イン ワリオ（2006年）
- NTT docomo関西（2007年）
- LOTTE ACUO（2009年）
- キリンビール キリンフリー（2009年）
- 毎日コミュニケーション マイナビ（2009年）
- 大和ハウス工業 D-room（2010年）
- キャドバリー・ジャパン メントス（2010年）
- アックスコンサルティング Q-TAX（2011年）
- メニコン メルスプラン（2011年）
- 東京メトロ（2013年）
- 日本自動車連盟（2013年）
- Panasonic ECONAVI（2014年）
- 宝酒造 松竹梅白壁蔵「澪」（2016年 - 2019年）
- メナード 薬用ビューネ『ビューネくん』（2017年）
- ローソン「サンドイッチ革命」（2018年 - 2019年）
- 三菱電機 エレベーター「AXIEZ 4ヵ国語表示・アナウンス」篇 （2018年）
- 日本証券業協会 つみたてNISA （2018年）
- ライオン バファリンルナi（2018年）
- プレイド KARTE （2019年）
- 小林製薬 お部屋の消臭元パルファム（2019年）
- エースコック スープはるさめ（2019年）
- ニチバン ケアリーヴ治す力（2020年）
- スシロー  「お持ち帰り篇」（2020年）
- P&G 電動歯ブラシ オーラルB（2021年）
- 日清フーズ マ・マーブランド（2021年）
- 大進創寫舘 おなじみのメロディ編（2021年）

### MV
- GReeeeN 「歩み（2009年1月28日）
- ammoflight 「アルタルフ〜この恋の終わりに〜」（2012年11月21日）

### 雑誌
- ピチレモン（2002年 - 2005年、学研パブリッシング） - 専属モデル